# Kyle Dubas
Kyle Dubas, född 29 november 1985, är en kanadensisk idrottsledare och befattningshavare som är president för ishockeyverksamheten och general manager för Pittsburgh Penguins i National Hockey League (NHL) sedan 2023.
Han avlade en kandidatexamen i ledarskap inom sport vid Brock University, samtidigt som han var talangscout för ishockeylaget Sault Ste. Marie Greyhounds i Ontario Hockey League (OHL). Från 2006 och till och med 2011 arbetade han som spelaragent, när han fick ett erbjudande från Greyhounds om att vara deras general manager, vilket han sa ja till. 2014 meddelade Toronto Maple Leafs att man hade anställt Dubas som deras assisterande general manager, han blev även general manager för Toronto Marlies i AHL. Mellan april och juli 2015 var han och Mark Hunter tillförordnade general managers för Maple Leafs under övergångsperioden mellan den sparkade Dave Nonis och den utsedda Lou Lamoriello. Den 30 april 2018 meddelade Maple Leafs president Brendan Shanahan att ishockeyorganisationen hade informerat Lamoriello om att han inte skulle få fortsätta och jakten på en ersättare skulle inledas omedelbart. Den 11 maj meddelade Maple Leafs och Shanahan om att man hade valt gå den interna vägen och befordrade Dubas till att bli Lamoriellos ersättare. Den 19 maj 2023 meddelade Toronto Maple Leafs att Dubas hade fått sparken. Den 1 juni blev det klart att Dubas hade blivit ny president för ishockeyverksamheten hos Pittsburgh Penguins. Den 3 augusti utsåg Dubas sig själv till general managern för Penguins.